# Lofóforo

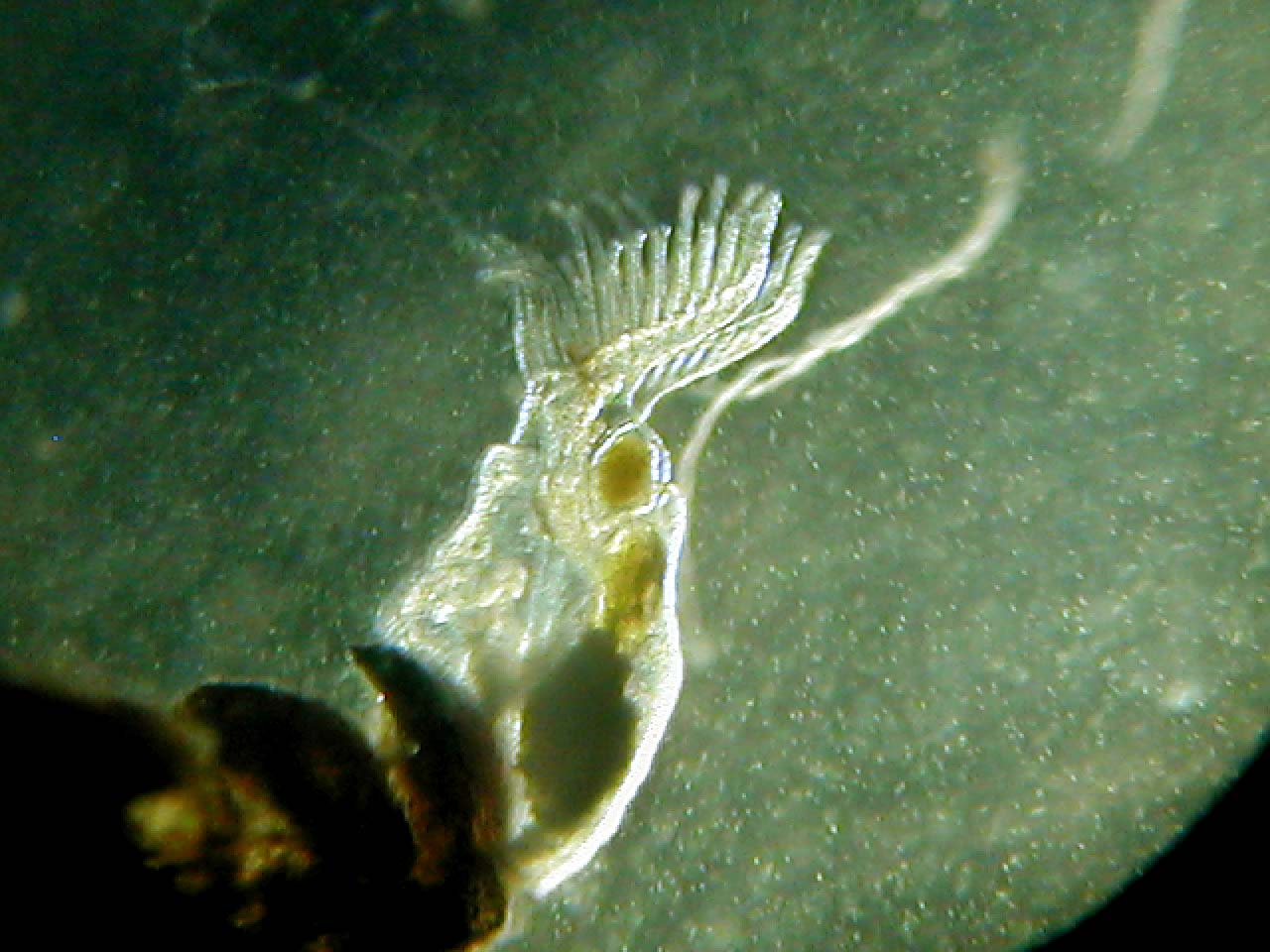
Briozoos mostrando el lofóforo.

El lofóforo (de lophos, cresta y phoreus, portador) es el órgano típico de los lofoforados, un pequeño conjunto de filos de animales bilaterales celomados. Es una estructura en forma de corona o herradura provista de numerosos tentáculos ciliados que rodean la boca, pero no el ano. La vibración de los cilios provoca una corriente de agua que atraen las partículas suspendidas en el agua hacia los tentáculos, donde son retenidas y conducidas a la boca. Este tipo de alimentación se conoce con el nombre de suspensívora. Los tentáculos contienen una prolongación del celoma. Esto indica que no está exclusivamente dedicado a la alimentación, sino que también ayuda en el intercambio gaseoso, ya que no existen estructuras respiratorias especializadas. 
Los filos que poseen este órgano son los braquiópodos, briozoos y foronídeos que constituyen el clado Lophophorata. Otros filos como los entoproctos y ciclioforos tienen una corona tentacular ciliada similar a un lofóforo pero es muy diferente puesto a que su corona tentacular no se ajusta a las características de un auténtico lofóforo, ya que a diferencia de este, la corona tentacular rodea tanto la boca como el ano y las corrientes alimentarias son justamente opuestas. Además la alimentación se realiza por filtración en contraposición con los lofoforados que son suspensívoros. Según este punto de vista sus similitudes de apariencia son debidas a la evolución convergente.
- Datos: Q1869774
- Multimedia: Lophophores / Q1869774